# Gedenkraam in de Oosterkerk (Aalten)
Het gedenkraam in de Oosterkerk is een oorlogsmonument in de Nederlandse plaats Aalten.

## Achtergrond
Thomas Delleman (1898-1977) was van 1930-1938 predikant in Aalten en stond daarna in Kralingen. Na het bombardement op Rotterdam (1940) nam hij het initiatief om Kralingse kinderen voor een vakantie onder te brengen in Aalten. In totaal werden er tijdens de Tweede Wereldoorlog ca. 800 kinderen opgevangen. Delleman zorgde er ook voor dat jongeren die de Arbeitseinsatz wilden ontlopen konden onderduiken in Aalten.  In 1943 werden nog eens zo'n 500 geëvacueerden uit Scheveningen ondergebracht in Aalten. In de hongerjaren werd vanuit Aalten geregeld per trein voedsel naar het westen gestuurd.
Binnen een aantal maanden na de oorlog werd een comité gevormd dat een gedenkraam wilde laten maken om de bevolking van Aalten te bedanken. Het zou aanvankelijk in de Westerkerk worden geplaatst, waar tijdens een razzia in 1944 meer dan veertig jongemannen waren opgepakt. In de Oosterkerk waren echter alle ramen gesneuveld nadat in januari 1945 een V1 in de buurt was neergekomen, vandaar dat werd gekozen voor de laatste. Het glas-in-loodraam werd ontworpen door Marius Richters en uitgevoerd door Henri van Lamoen. In het raam zijn figuren en gebeurtenissen uit de oorlogsjaren verwerkt. Het werd geplaatst in de voorgevel van de Oosterkerk en op 13 juli 1946 door dominee Delleman onthuld. De plechtigheid werd door de NCRV op de radio uitgezonden.
In 1947 zijn twee zijramen toegevoegd, met links een afbeelding van het zegel van de Gereformeerde Kerk van Kralingen en in het rechterraam het zegel van de Gereformeerde Kerk van Aalten.

## Beschrijving
Het hoofdraam is geplaatst in een trifora. Bovenaan prijkt het wapen van Nederland, met het devies Je maintiendrai. Daaronder de Nederlandse maagd, met in haar rechterhand de Nederlandse vlag en in de linkerhand een brandende fakkel. De boer en metselaar aan weerszijden van de maagd verwijzen naar de wederopbouw. De centrale figuren in het raam staan een laag lager: in het midden een boer en een boerin, omringd door kinderen en een onderduiker. Vanuit beide zijkanten stappen Duitse soldaten met bajonet, het raam binnen. Linksonder staan uitgehongerde vrouwen en kinderen, rechtsonder keert een groep mensen voorzien van levensmiddelen weer naar huis terug.
Midden onderin staan het wapen van Aalten met de lindeboom en het wapen van Oranje, waarlangs een banderol loopt met de tekst "Uit dankbaarheid voor hulp in oorlogstijd, soli Deo gloria". Elders op het raam worden diverse Bijbelteksten vermeld.
In de beide zijramen, die later zijn aangebracht, staan de symbolen van de vier evangelisten, beeltenissen van Mozes en Jesaja en onderaan de wapens van Rotterdam, Scheveningen, Utrecht, Amsterdam, Kralingen en een Davidsster. Helemaal onderin staan dichtregels van Muus Jacobse:

Maar als ik leven mag tot de bevrijding
en juichen op het overwinningsfeest,
God, doe mij dan dit weten, wat voorbijging
aan nood en leed is niet vergeefs geweest.